# Kalciumoxid
Kalciumoxid, även kallad bränd kalk, osläckt kalk eller packsten, är en kemisk förening av kalcium och syre med formeln CaO.

## Framställning
Kalciumoxid har ända sedan antiken framställs genom en metod som kallas kalcinering. Kalksten, som till stor del består av olika kalciumföreningar som kalciumkarbonat (CaCO3), kalciumhydroxid (Ca(OH)2) och kalciumsulfat (CaSO4), hettas upp, ofta över 1 000 °C, varvid kalciumföreningarna sönderfaller. Lätta oxider som koldioxid (CO2), vattenånga (H2O) och svaveldioxid (SO2) försvinner i form av gaser och lämnar kvar kalciumoxid:
{\displaystyle {\rm {CaCO_{3}\rightarrow CaO+CO_{2}}}}
{\displaystyle {\rm {Ca(OH)_{2}\rightarrow CaO+H_{2}O}}}
{\displaystyle {\rm {2\ CaSO_{4}\rightarrow 2\ CaO+2\ SO_{2}+O_{2}}}}

## Användning
Kalciumoxid reagerar med vatten och bildar kalciumhydroxid. Man säger att kalken ”släcks” och man får då släckt kalk. Cement består till stor del av kalciumhydroxid och stelnar när det omvandlas till kalciumkarbonat.
Kalciumoxid används också för att motverka försurning av vattendrag (sjökalkning) och jordbruksmark (åkermarkskalkning).
Som livsmedelstillsats har kalciumoxid E-nummer 529.